# 第9歩兵師団 (ベトナム陸軍)
第9歩兵師団（Sư đoàn 9 bộ binh）は、ベトナム人民軍（陸軍）の師団の1つ。南ベトナム解放民族戦線のゲリラ部隊を母体とする。

## 歴史
- 1960年春 - 南部のメコンデルタの湿地帯にゲリラ部隊を組織するために人民軍幹部を派遣
- 1961年初め - 2個大隊を編成
- 1963年 - 2個大隊から第1連隊と第2連隊に拡張
- 1964年 - 第3連隊を編成
- 1965年9月 - ベトナム共産党中央政治局と中央軍事委員会の決定により、3個連隊を統合して、ドンソアイ地区で第9師団を編成。ベトナム戦争時、主として同塔梅地区で活動した。
- 1972年4月 - 第5師団、第7師団と共に、アンロクの戦いを実施
- 1975年4月 - ホーチミン戦役に参加し、西南方面からサイゴンに突入した。

## 編制
- 第95歩兵連隊　（Trung đoàn 95 bộ binh）
- 第272歩兵連隊　（Trung đoàn 272 bộ binh）
- 第279歩兵連隊　（Trung đoàn 279 bộ binh）
- ？砲兵連隊